# Bohemia (Schiff, 1881)
Die Bohemia war ein einfaches Passagierschiff, das die Hamburg-Amerikanische Packetfahrt-Actien-Gesellschaft (Hapag) 1881 ankaufte und als Auswandererschiff für die Überfahrt in die Vereinigten Staaten von Amerika nutzte. Neben 100 Passagieren in der 1. Klasse konnten noch 1.200 Fahrgäste im Zwischendeck für die Auswanderer transportiert werden.

## Geschichte
Am 25. August 1881 lief das Schiff als Bengore Head in Glasgow bei der Werft A. & J. Inglis Ltd vom Stapel. Das für die Ulster Steamshipping Company im Bau befindliche Schiff wurde noch während der Ausrüstung am 30. September 1881 an die HAPAG verkauft, die es in Bohemia umbenannte. Der Name Bohemia steht für die lateinische Bezeichnung Böhmens. Der eiserne Dampfer hatte einen Schornstein und zwei Masten, an denen noch eine Hilfsbeseglung angebracht werden konnte. Das mit 3410 BRT vermessene Schiff war 106,8 m lang, hatte eine Compoundmaschine von 1.600 PS und erreichte eine Dienstgeschwindigkeit von 12 kn.
Am 30. Oktober 1881 begann die Jungfernreise der Bohemia in Hamburg, auf der sie New York am 16. November erreichte. Das Schiff wurde hauptsächlich auf dieser Route eingesetzt. 1887 wurden auf ihr und dem Beinah-Schwesterschiff Moravia die Unterbringung der Zwischendeckspassagiere verbessert, indem man die großen Schlafsäle auflöste und sie durch kleinere Abteile für Reisegruppen und Familien ersetzte.
Im März 1892 lief die Bohemia nach New York auch noch nach Baltimore. Im Jahr 1893 wurde sie auch auf der erneut befahrenen Route von Stettin über Helsingborg, Göteborg und Christianssand nach New York eingesetzt. Erstmals am 17. Mai eingesetzt, folgten drei weitere Abfahrten des Schiffes auf dieser Route im Juli, September und November des Jahres.
Überwiegend wurde das Schiff aber zwischen Hamburg und New York im sogenannten Union-Dienst eingesetzt, den die Hapag zusammen mit der Reederei Rob. M. Sloman betrieb. Am 2. April 1897 startete ihre letzte Rundreise von Hamburg nach New York unter Hapag-Flagge und ab dem 11. Juni 1897 wurde sie zwischen Hamburg, Philadelphia und Baltimore eingesetzt.
Im Januar 1898 wurde die Bohemia an die Hamburger Reederei Rob. M. Sloman verkauft, die sie in Pompeii umbenannte und drei weitere Rundreisen zwischen Hamburg und New York durchführen ließ.

## Verkauf nach Italien
Im November 1899 wurde die Pompeii von der Sloman-Reederei nach Italien weiterverkauft. Die Reederei Lavarello in La Spezia passte den Namen in Pompei an. Nach fünf weiteren Dienstjahren wurde die ehemalige Bohemia 1905 in La Spezia verschrottet.